# Decia de duumviris navalibus
Decia de duumviris navalibus va ser una llei romana adoptada a proposta de Marc Deci, tribú de la plebs, l'any 313 aC, quan eren cònsols Gai Juni Bubulc Brut i Quint Emili Barbula. En virtut d'aquesta llei es van crear els duumvirs navals, que havien de restaurar i proveir la flota romana.